# Alberite
Alberite tỉnh và cộng đồng tự trị La Rioja, phía bắc Tây Ban Nha. Đô thị này có diện tích là 20,24 ki-lô-mét vuông, dân số năm 2009 là 2676 người với mật độ 132,21 người/km². Đô thị này có cự ly 7 km so với Logroño.